# Ulica Jana Kilińskiego w Zamościu
Ulica Jana Kilińskiego – jednojezdniowa ulica w Zamościu, która jest główną drogą strefy przemysłowej w mieście.

## Historia
Ulica powstała na początku XX wieku. Początkowo miała 200 m długości, jednak była później stopniowo przedłużana w związku z coraz to bardziej powiększającą się strefą przemysłową. Przed II wojną światową prowadziła do ul. Przemysłowej. W latach 90. została połączona z ul. Legionów, która powstała w ramach budowanej Obwodnicy Hetmańskiej.

### Nazwa
Ulica ta powstała pod nazwą ul. Browarna, która obowiązywała do 1935 roku. Została wówczas zmieniona na obecną, ponieważ mieszkańcy czuli się poszkodowani moralnie w związku z czynnym tu niegdyś domem publicznym, z którym była kojarzona ta ulica.

## Obecnie
Obecnie jest główną ulicą strefy przemysłowej miasta i sięga niemal po jego wschodnią granicę, przy czym na wschód od Obwodnicy Hetmańskiej jest to już droga bita lub gruntowa. Są tu liczne hurtownie artykułów przemysłowych i spożywczych, wśród większych zakładów znajduje się tu zakład produkcyjny Spółdzielni Mleczarskiej Krasnystaw, Chłodnia "Mors", fabryka mebli Black Red White, Stalprodukt i kilka mniejszych. 
Wśród ważniejszych obiektów przy ul. J. Kilińskiego znajdują się: Zamojski Szpital Niepubliczny, komenda miejska Państwowej Straży Pożarnej, Urząd Skarbowy oraz Urząd Celny. Położone są przy niej placówki oświatowe: III Liceum Ogólnokształcące i szkoła zawodowa przy OHP. 
Największymi obiektami handlowymi są CH Galeria Twierdza (na terenie dawnych zakładów mięsnych w pobliżu skrzyżowania z ul. Przemysłową), DH Hetman i market "Lux" PSS Społem. Pomiędzy tą ulicą a ul. Starowiejską i ul. Legionów znajduje się teren przeznaczony pod stworzoną Zamojską Specjalną Podstrefę Ekonomiczną.
Zabudowa mieszkalna (w większości bloki - os. Kilińskiego) skupia się głównie bliżej centrum, pomiędzy ul. J. Piłsudskiego i ul. Przemysłową. Niewielka zabudowa jednorodzinna występuje także za skrzyżowaniem z obwodnicą Zamościa. Wzdłuż ulicy na odcinku od ul. J. Piłsudskiego do ul. K. Namysłowskiego dostępna jest wydzielona droga rowerowa, natomiast na odcinku od ul. K. Namysłowskiego do ul. Legionów dostępny jest ciąg pieszo-rowerowy.